# Stephanie Savage
Pour les articles homonymes, voir Savage.
Stephanie Savage (née en 1969) est une productrice et scénariste canadienne.
Elle est connue pour avoir travaillé sur les séries télévisées Newport Beach et Gossip Girl.

## Début de carrière
Savage est diplômée de l'Université de Toronto en 1990 et de l'Université de l'Iowa trois ans plus tard. En 1995 on lui propose de travailler pour la société de production de Drew Barrymore, Flower Films. Elle participe alors à l'écriture du film Charlie et ses drôles de dames et rencontre le producteur de McG. Ensemble ils créent en 2001 la société de production Wonderland Sound and Vision.

## Newport BeachetGossip Girl
En 2005, Stephanie Savage quitte Wonderland pour travailler sur la nouvelle série de la FOX, The O.C. (Newport Beach en français). Elle est alors scénariste et productrice au côté de Josh Schwartz.
Depuis l'arrêt de la série en 2007 elle travaille sur la série Gossip Girl. Elle a aussi participé aux séries Fastlane, The Mountain (La Famille Carver en français) et, en 2014, la série The Astronaut Wives Club.

## Filmographie

### Cinéma
- 2003 : Charlie's Angels : Les Anges se déchaînent ! (Charlie's Angels: Full Throttle) de McG (productrice associé)
- 2012 : Fun Size de Josh Schwartz (productrice)

### Télévision
| Années      | Titre                                                                   | Création / Développement | Scénariste | Productrice |
| ----------- | ----------------------------------------------------------------------- | ------------------------ | ---------- | ----------- |
| 2002-2003   | Fastlane                                                                |                          |            | ✔️          |
| 2003-2007   | Newport Beach (The O.C.)                                                |                          | ✔️         | ✔️          |
| 2003        | Charlie's Angels: Animated Adventures (web-série)                       |                          | ✔️         |             |
| 2004-2005   | La Famille Carver (The Mountain)                                        |                          | ✔️         | ✔️          |
| 2007-2012   | Gossip Girl                                                             | ✔️                       | ✔️         | ✔️          |
| 2009        | Gossip Girl : Tout sur Dorota (Gossip Girl: Chasing Dorota) (web-série) |                          |            | ✔️          |
| 2011-2015   | Hart of Dixie                                                           |                          |            | ✔️          |
| 2013-2014   | The Carrie Diaries                                                      |                          |            | ✔️          |
| 2013        | Cult                                                                    |                          |            | ✔️          |
| 2015        | The Astronaut Wives Club                                                | ✔️                       | ✔️         | ✔️          |
| depuis 2017 | Dynastie (Dynasty)                                                      | ✔️                       | ✔️         | ✔️          |
| 2017-2019   | Marvel's Runaways                                                       | ✔️                       | ✔️         | ✔️          |
| depuis 2019 | Nancy Drew                                                              | ✔️                       | ✔️         | ✔️          |
| 2019        | Looking for Alaska                                                      |                          | ✔️         | ✔️          |
| depuis 2021 | Gossip Girl                                                             |                          |            | ✔️          |